# Безоар
Безоар, безоаровий камінь (араб. بازهر bâzahr) — конкремент (камінь) органічного походження, що є конгломератом неперетравних речовин (частіше за все шерсті чи волосся) в шлунку.

## Опис
Безоар утворений зі щільно зваляного волосся або волокон рослин. У великих копитних безоар може досягати величини 5-7 см у діаметрі і мати майже правильну кулясту форму.

## Локалізація
Його локалізація — у шлунку й кишці жуйних тварин, коней, козлів, рідше у свиней та собак, інколи в людини.
Утворюється при порушенні функції системи травлення й нестачі мінеральних речовин у кормах. Наявність безоару може спричинити непрохідність кишки, виразку чи кровотечу.

## Згадки в літературі
У серії романів про Гаррі Поттера безоар — камінь, що є протиотрутою до більшості відомих отрут.
Козла звичайного (Capra hircus) нерідко називають «безоаровим», тобто таким, у якого при розтині нерідко виявляють безоари.

## Згадки в фільмографії
Згадується в аніме Монолог травниці, там головна героїня заради отримання цього каменю розкриває злочин.